# Rumpel

Schemat przedstawiający płaski ster zawieszony. 1. rumpel 2. przedłużacz rumpla 3. jarzmo steru 4. fał płetwy sterowej 5. płetwa sterowa 6. kontrafał płetwy sterowej

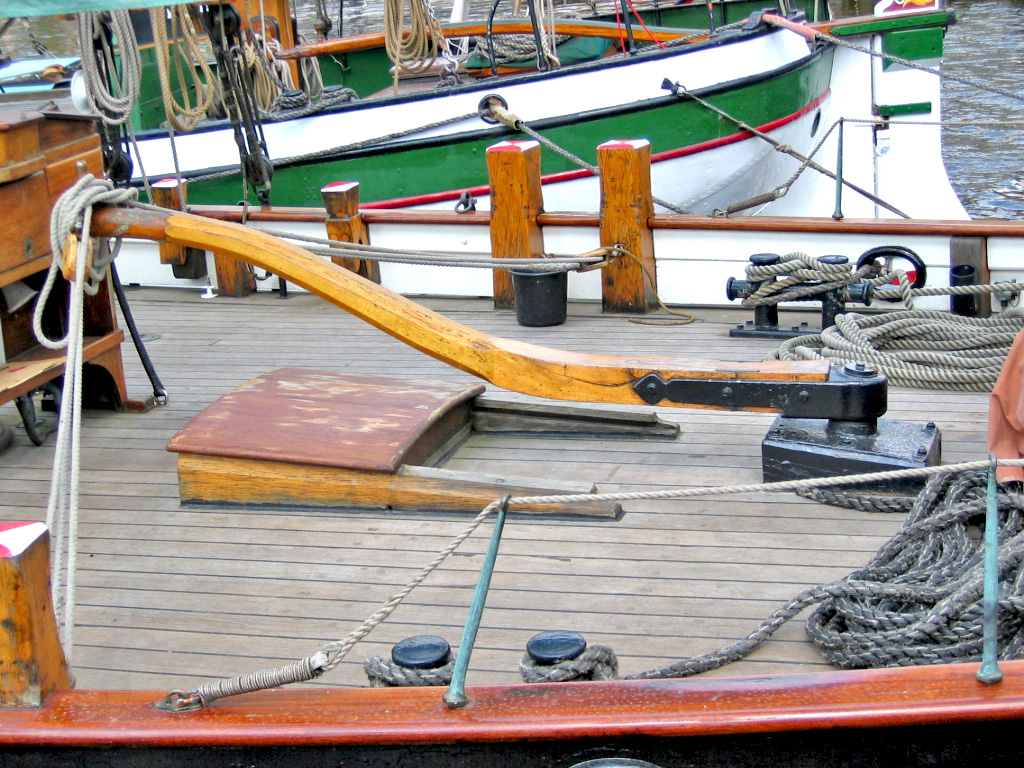
Rumpel na starym żaglowcu

Rumpel, drążek sterowy – najprostsze urządzenie sterowe służące do poruszania sterem jednostki pływającej, a mówiąc dokładniej, do wychylania płetwy sterowej. Stanowi je ramię nałożone bezpośrednio na głowicę trzonu steru, lub na górną część płetwy sterowej. Ramieniem tym operuje bezpośrednio sternik, trzymając je w ręku lub (przy stałych kursach) blokując w odpowiedniej pozycji liną, wkładając w odpowiednie wycięcie listwy z karbami lub unieruchamiając w inny sposób.
Rumpel współcześnie występuje tylko na małych jednostkach. Jest w postaci prostego, lub lekko wyprofilowanego drążka wytworzonego z metali lekkich bądź klejonego z warstw drewna. Na niektórych jednostkach (tam, gdzie sternik nie siedzi w jednym miejscu, lecz przemieszcza się w celu balastowania, do rumpla mocuje się przedłużacz rumpla w postaci dodatkowego drążka połączonego z rumplem ruchomym przegubem, lub też zamiast rumpla stosuje się rogatnicę (rodzaj widełek). Umożliwia to obracanie sterem w pełnym zakresie jego ruchu, bez wstawania z miejsca, siedząc na burcie nawietrznej.
Na większych jednostkach rumpel zastąpiony jest różnego rodzaju urządzeniami przekazującymi ruch z koła sterowego. W dawnych czasach rumpel używany był nawet na dużych żaglowcach, wtedy do poruszania nim trzeba było nawet grupy osób. 
Obecnie nawet na większych jednostkach stosowany bywa rumpel awaryjny, zakładany na głowice trzonu steru w razie uszkodzenia szturwału lub sterociągów.
Rumplem nazywa się także jeden z elementów urządzenia sterowego - dźwignię znajdującą się najbliżej głowicy trzonu. W tym wypadku zamiast rumpla może być stosowany także sektor sterowy.
Na jednostkach pływających, gdzie ster poruszany jest rumplem, komendy dla sternika wydawane są w stosunku do wychylenia płetwy sterowej, a nie rumpla. Tak więc, komenda „Ster w prawo" oznacza konieczność wychylenia rumpla w lewo, co powoduje ruch płetwy sterowej w prawo i skręcanie łodzi w tym kierunku. 